# Morning Parade
Morning Parade was een Engelse 5-koppige indie- en alternatieve-rockgroep uit Harlow (Essex), geformeerd in 2007, voordat ze tekenden bij Parlophone in 2010. De band bestond uit Steve Sparrow (leadzanger en gitaar), Phil Titus (bass), Chad Thomas (gitaar), Ben Giddings (piano/synthesizer) en Andrew Hayes (drums). Het gelijknamige debuutalbum werd begin 2012 uitgebracht. In december 2014 bracht de band via zijn facebookpagina naar buiten dat de leden hadden besloten te stoppen. Volgens het bericht was dit "niet vanwege muzikale meningsverschillen, persoonlijke relaties tussen bandleden of onenigheden in de band. Het komt neer op de simpele realiteit dat het op dit punt, ten koste zou gaan van [hun] vriendschap, persoonlijke, emotionele, mentale en financiële welzijn, zowel als van [hun] plezier in muziek en herinneringen aan [hun] tijd als Morning Parade om door te gaan."

## Begindagen en formatie
Steve Sparrow en Phil Titus ontmoetten elkaar op school en werkten later samen als arbeiders. Ze ontmoetten Chad Thomas op school en het drietal richtte de band Anotherstory op. De rest van de band kwam samen op de universiteit tussen 2000 en 2004. Sparrow was de zanger en speelde piano en gitaar, Titus was de bassist en backing vocalist en Thomas speelde gitaar en piano. De andere twee leden waren gitarist Mike Pope en drummer Charles Gadsdon. Gadsdon is nu eigenaar van vermogensbeheerder QE, die het vermogen beheert van bedrijven als Feldberg, Mammut, Carlis, Keith Canisius en David Harks. Anotherstory speelde experimentele en alternatieve rock, geïnspireerd door artiesten als Elbow, Radiohead en The Stills. Hun eerste single was Traffic, voordat ze in 2007 uit elkaar gingen.
Na de opbraak toerde Sparrow langs de lokale scenes van Harlow en Bishop's Stortford. Beelden van hem terwijl hij akoestische versies speelt van zijn liedjes zijn nog steeds beschikbaar op YouTube. In deze periode ontmoette hij Andy Hayes en Ben Giddings, die de laatste twee leden van Morning Parade werden. Ze hadden allen eerder in andere bands gespeeld en begonnen als band zonder al te veel op te treden maar zich meer te richten op het schrijven van nummers. Toen ze uiteindelijk begonnen met optreden, duurde het minder dan twintig optredens voordat ze werden benaderd door een platenlabel. De band ging hier niet op in omdat ze zich nog niet klaar voelden en door wilden schrijven, maar uiteindelijk werd er in mei 2012 getekend bij Parlophone.
De naam komt voort uit de tijd dat Titus werkte als stukadoor en Sparrow zijn hulp was. Het werk zorgde voor vroeg opstaan en veel reizen naar hun verschillende banen. Ze noemde dit het doen van de 'morning parade'. Ook verwijst de naam naar de overgangsperiode tussen dag en nacht.

## Optredens
Op 29 november 2010 kondigde Morning Parade hun Britse tour voor 2011 aan. Na een aantal shows gespeeld te hebben in het Verenigd Koninkrijk, toerden zij door Europa met The Wombats, die onder meer optredens in Nederland, Duitsland en Spanje deden. Zo speelden ze ook op festivals zoals V Festival in Chelmsford, op een paar kilometer afstand van hun geboortestad Harlow. Een gepland optreden op het Belgische Pukkelpop festival in augustus 2011 werd geannuleerd nadat het festival werd getroffen door een ongewoon zware storm waarbij bomen, tenten en podia werden vernield.

## Debuutalbum
Morning Parade's gelijknamige debuutalbum werd uitgebracht op 5 maart 2012, na de release van singles Under the Stars, Us and Ourselves en promotiesingle A&E. Het werd opgenomen in 13 Studios, eigendom van Blur en Gorillaz frontman Damon Albarn en er werd samengewerkt met producer Jason Cox.
Op 8 december 2011 speelde Morning Parade het volledige album in het Londense Camden Barfly voor een kleine groep fans. Op 6 februari 2012, een maand voor de cd release, werd het album ter beschikking gesteld op Spotify. Ter promotie van de Nederlandse release van de Amerikaanse televisiezender HBO werd Under the Stars als promotienummer gebruikt. Hiervoor werd het nummer opnieuw in Nederland uitgebracht. De eerste single in de Verenigde Staten werd Headlights.

Alle muziek en teksten zijn geschreven door Morning Parade. 
| 1.                 | Blue Winter                   | 04:41 |
| 2.                 | Headlights                    | 03:29 |
| 3.                 | Carousel                      | 03:51 |
| 4.                 | Running Down the Aisle        | 04:52 |
| 5.                 | Us and Ourselves              | 03:43 |
| 6.                 | Under the Stars               | 04:15 |
| 7.                 | Close to Your Heart           | 03:47 |
| 8.                 | Half Litre Bottle             | 02:47 |
| 9.                 | Monday Morning                | 03:40 |
| 10.                | Speechless                    | 03:53 |
| 11.                | Born Alone                    | 05:44 |
| 12.                | Speechless (acoustic)(deluxe) |       |
| Totale duur: 44:53 |                               |       |

### Kritisch ontvangst
Under the Stars werd gedraaid op Zane Lowe 's show op BBC Radio 1 en uitgebracht op 29 november 2010. Het was ook te horen bij de serie The Vampire Diaries. De band bracht de video voor Under the Stars uit op 2 december 2010 nen werd voor het eerst vertoond op The Sun's website op 30 november. Het nummer was ook te horen op de Britse zenders Radio One, BBC 6 Music, XFM, Absolute Radio en Q Radio. Ze kregen ook positieve kritieken van MTV en Vogue.

## Discografie

### Albums
| Album met eventuele hitnotering(en) in de Nederlandse Album Top 100 | Datum van verschijnen | Datum van binnenkomst | Hoogste positie | Aantal weken | Opmerkingen |
| ------------------------------------------------------------------- | --------------------- | --------------------- | --------------- | ------------ | ----------- |
| Morning Parade                                                      | 02-03-2012            | 10-03-2012            | 59              | 4            |             |

### Singles
| Single met eventuele hitnotering(en) in de Nederlandse Top 40 | Datum van verschijnen | Datum van binnenkomst | Hoogste positie | Aantal weken | Opmerkingen                                |
| ------------------------------------------------------------- | --------------------- | --------------------- | --------------- | ------------ | ------------------------------------------ |
| Under the stars                                               | 2010                  | 02-04-2011            | tip3            | -            | Nr. 75 in de Single Top 100                |
| In the name                                                   | 2010                  | -                     |                 |              |                                            |
| Your majesty                                                  | 2010                  | -                     |                 |              |                                            |
| A&E                                                           | 2011                  | -                     |                 |              |                                            |
| On your shoulders                                             | 2011                  | -                     |                 |              |                                            |
| Us and ourselves                                              | 2011                  | -                     |                 |              |                                            |
| Headlights                                                    | 2012                  | -                     |                 |              |                                            |
| Under the stars                                               | 2012                  | 03-03-2012            | tip2            | -            | Nr. 79 in de Single Top 100                |
| Washing over me                                               | 2012                  | 09-06-2012            | tip13           | -            | met Goldfish / Nr. 90 in de Single Top 100 |

| Single met hitnotering(en) in de Vlaamse Ultratop 50 | Datum van verschijnen | Datum van binnenkomst | Hoogste positie | Aantal weken | Opmerkingen |
| ---------------------------------------------------- | --------------------- | --------------------- | --------------- | ------------ | ----------- |
| Under the stars                                      | 2011                  | 07-05-2011            | tip10           | -            |             |